# Notodoris minor
Notodoris minor is een slakkensoort uit de familie van de Aegiridae. De wetenschappelijke naam van de soort werd in 1904 voor het eerst geldig gepubliceerd door Charles Eliot.

## Beschrijving
De zeenaaktslak Notodoris minor kan tot 14 cm lang worden. De huid is gehard met kleine uitstekels (spicules). De bovenvlakken hebben een paar onregelmatige puisten, terwijl de kleine rinoforen glad en eenvoudig zijn. De vertakte kieuwen bevinden zich halverwege het lichaam en worden gedeeltelijk verborgen door drie grote lobben. Notodoris minor heeft een gele achtergrondkleur en een patroon van diagonale en transversale zwarte lijnen die zijn gerangschikt in een netwerk dat het hele lichaam bedekt. De kieuwen en rinoforen zijn geel, maar bij jongere exemplaren en bij sommige volwassenen kan er wat zwarte pigmentatie zijn.

## Verspreiding
Notodoris minor leeft in het Indo-westelijke deel van de Grote Oceaan. Deze soort is gevonden in de Filipijnen, Vanuatu, de Salomonseilanden, Mauritius, Tanzania, Oman, Indonesië, Okinawa, Papoea-Nieuw-Guinea en het Groot Barrièrerif.

## Voeding
Notodoris minor voedt zich met kalkhoudende sponzen die behoren tot de familie Leucettidae. In de Indo-West Pacific zijn exemplaren waargenomen die Leucetta primigenia aten.